# Bliko
Bliko is een bestuurslaag in het regentschap Flores Timur van de provincie Oost-Nusa Tenggara, Indonesië. Bliko telt 274 inwoners (volkstelling 2010).